# Fabova hoľa (geomorfologický podcelek)
Fabova hoľa je geomorfologický podcelek Veporských vrchů. Nejvyšším vrchem podcelku i celého pohoří je Fabova hoľa, dosahující výšky 1439 m n. m.

## Polohopis
Podcelek zabírá východní, nejvyšší část Veporských vrchů. Severně se nachází Horehronské podolie s podcelky Heľpianske podolie a Breznianska kotlina. Na jihozápadě pokračuje pohoří podcelkem Balocké vrchy a jižním sousedem je Muráňská planina, patřící do Spišsko-gemerského krasu.

## Významné vrcholy
- Fabova hoľa - nejvyšší vrch podcelku i pohoří (1439 m n. m.)
- Javorinka (1435 m n. m.)
- Psica (1397 m n. m.)
- Malá Smrekovica (1375 m n. m.)
- Velká Smrekovica (1322 m n. m.)

## Chráněná území
Velká část území patří do Národní park Muráňská planina, případně jeho ochranného pásma. Mezi maloplošné chráněné území patří:
- Čertova dolina - přírodní rezervace
- Bacúšska jelšina - přírodní rezervace
- Fabova hoľa - přírodní rezervace
- Malá Stožka - národní přírodní rezervace
- Velká Stožka - národní přírodní rezervace[2]